# Burmesische Badmintonmeisterschaft 1990
Die Burmesische Badmintonmeisterschaft 1990 fanden im Dezember 1990 in Rangun statt.

## Medaillengewinner
| Disziplin    | Gold                        | Silber                    |
| ------------ | --------------------------- | ------------------------- |
| Herreneinzel | Win Tun Htein               | Kyaw Thiha                |
| Dameneinzel  | Moe Thida San               | Marlar Myint              |
| Herrendoppel | Myo Thant Win Tun Htein     | Khin Maung Win Tun Nyein  |
| Damendoppel  | Kay Kay Khine Moe Thida San | Marlar Myint Maw Maw Aung |
| Mixed        | Win Tun Htein Marlar Myint  | Myint Han Moe Thida San   |